# Ocotea disjuncta
Ocotea disjuncta är en lagerväxtart som beskrevs av Lorea-hern.. Ocotea disjuncta ingår i släktet Ocotea och familjen lagerväxter. Inga underarter finns listade i Catalogue of Life.